# Hugh Herbert Wolfenden
Hugh Herbert Wolfenden (Pangbourne, Berkshire, 13 de janeiro de 1892 – Seattle, 26 de maio de 1968) foi um atuário e estatístico canadense, conhecido primariamente como professor e historiador da pesquisa estatística de Erastus De Forest.
Wolfenden foi palestrante convidado do Congresso Internacional de Matemáticos em Toronto (1924).

## Publicações selecionadas

### Artigos
- "On the methods of comparing the moralities of two or more communities, and the standardization of death-rates." Journal of the Royal Statistical Society 86, no. 3 (1923): 399–411. doi:10.2307/2341622
- "On the theoretical and practical considerations underlying the direct and indirect standardization of death rates." Population Studies 16, no. 2 (1962): 188–190. doi:10.1080/00324728.1962.10414876
- "VI. The history and present position of health insurance discussions in the United States." Canadian Medical Association Journal 42, no. 4 (1940): 382–386. Predefinição:PubMed Central

### Livros
- Population statistics and their compilation. Actuarial Society of America, 1925, 144 pages.
  - Population statistics and their compilation. [Chicago] published by Univ. of Chicago Press for the Actuarial Soc. of America, 1954, 258 pages.
- Real meaning of social insurance; its present status and tendencies. Toronto, The Macmillan Company of Canada limited, 1932, 227 pages.
- Unemployment funds; a survey and proposal; a study of unemployment insurance and other types of funds for the financial assistance of the unemployed. Toronto, The Macmillan Company of Canada, 1934, 229 pages.
- Employment and social insurance act; Ottawa, J. O. Patenaude, 1935.
- Canadian medical association and the problems of medical economics; a series of articles by Hugh H. Wolfenden ... With a foreword by Dr. Wallace Wilson. Toronto, The Murray Printing Co., limited, 1941.
- Fundamental principles of mathematical statistics, New York, published by The Macmillan Company of Canada limited for the Actuarial Soc. of America, 1942.